# Бюльбюль

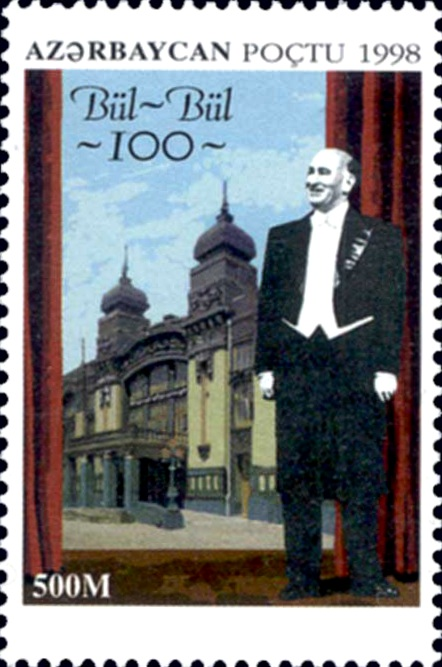
Азербайджанська марка із зображенням співака

Бюльбю́ль (азерб. Bülbül, справжнє ім'я — Муртуза Рза-огли Маме́дов; 22 червня 1897 — 26 вересня 1961) — азербайджанський народний і оперний співак (тенор), один з основоположників азербайджанського національного музичного театру, народний артист СРСР (1938).
Народився у селі Шуші — селі Ханбагі, у родині шкіряника. Музичну освіту одержав в Московській консерваторії. З 1920 — соліст Азербайджанського театра опери і балету. Бюльбюль був першим виконавцем головної ролі в опері Узеїра Гаджибекова «Керогли» (1936). 1945 року в родині Бюльбюля народився син, що згодом стане відомим як співак Полад Бюльбюль-огли. Від 1932 до 1961 року Бюльбюль викладав в Азербайджанській державній консерваторії, з 1940 - професор.
Автор ряду книг та посібників із гри на народних азербайджанських інструментах. Нагороджений Сталінською премією, радянськими орденами Трудового Червоного прапора і «Знак Пошани», італійським орденом «Зоря Гарібальді».
Помер 1961 року в Баку.

## Галерея

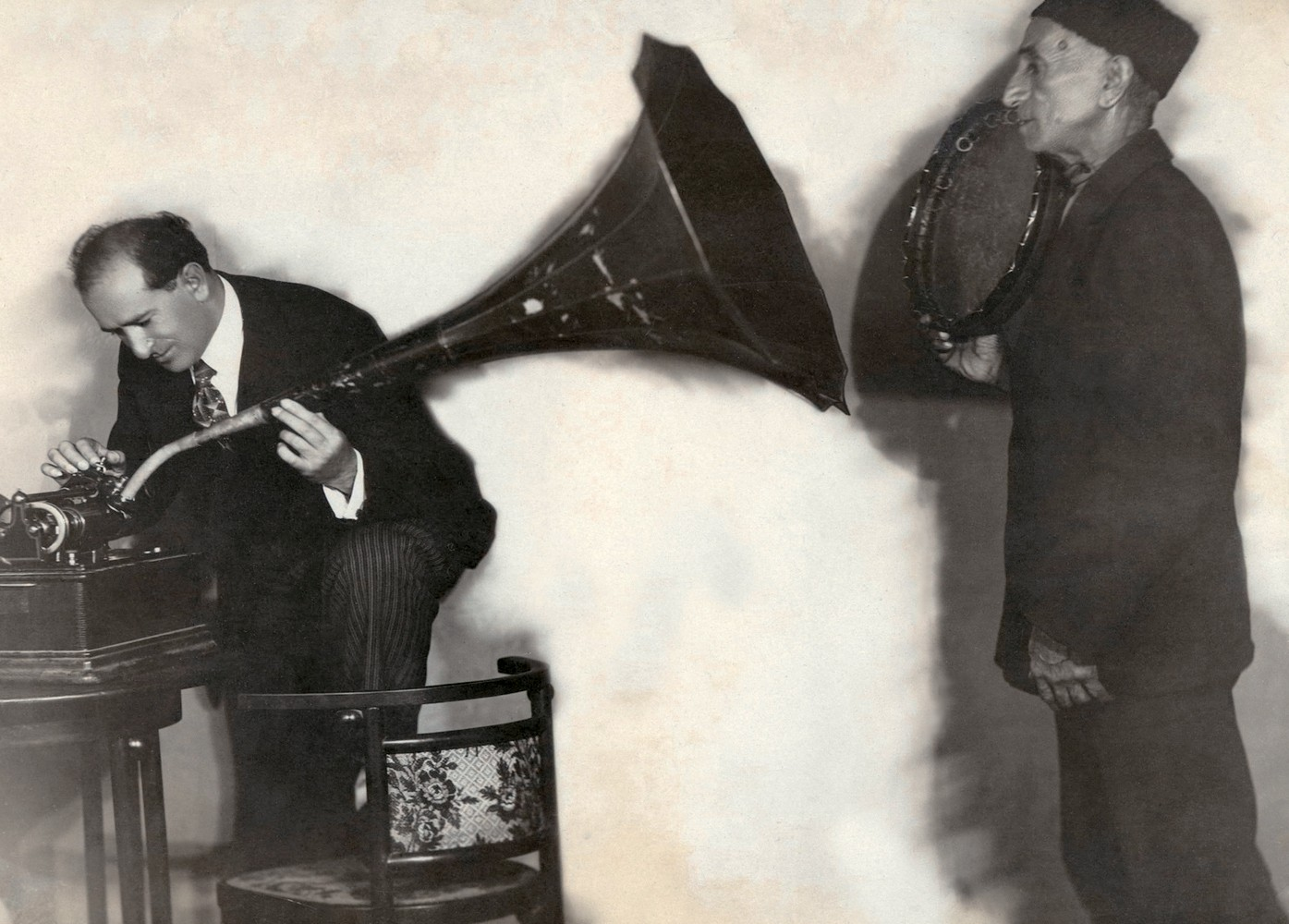
Професор Бюльбюль і Джаббар Гарягди-огли
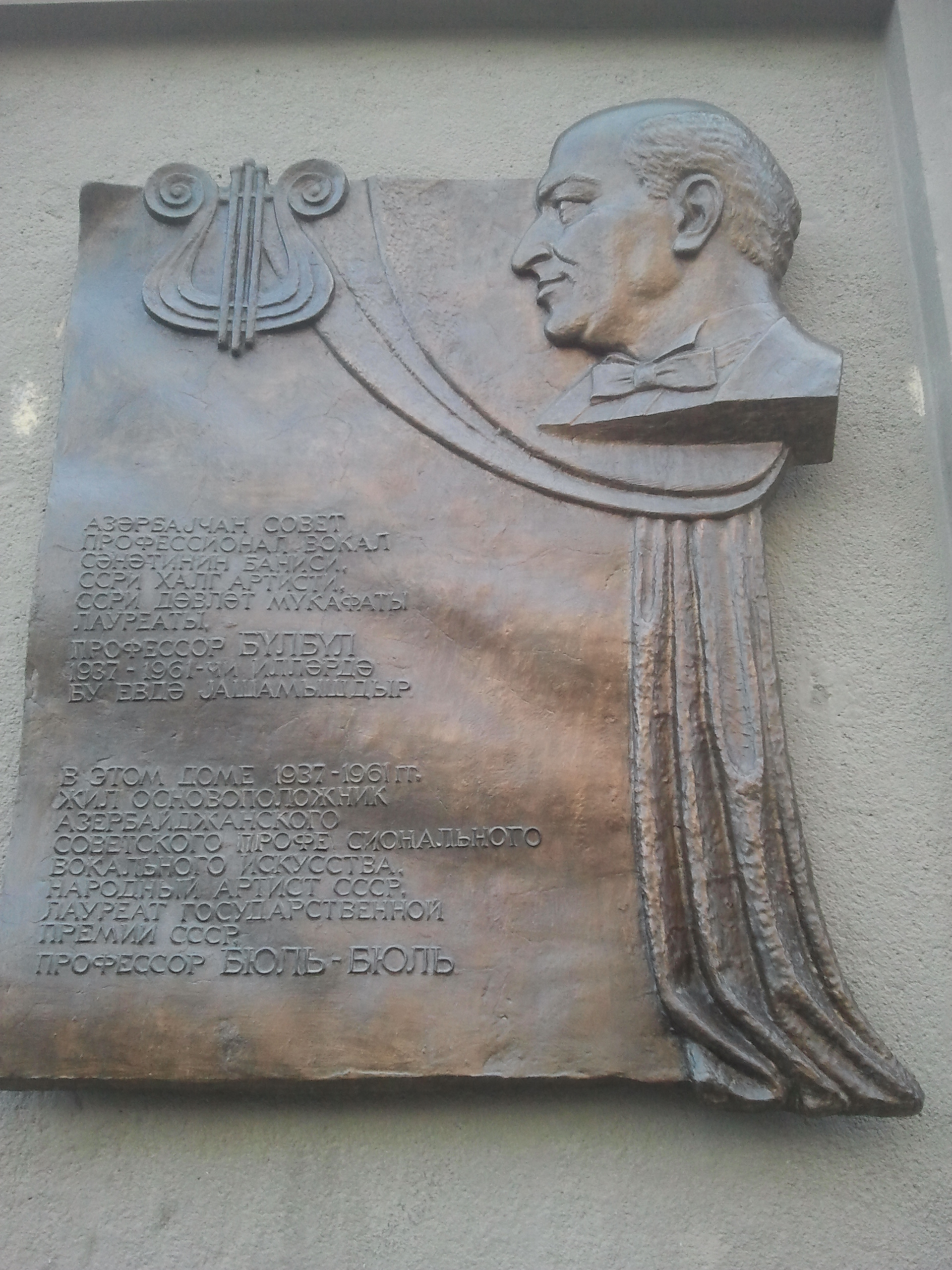
Меморіальна дошка в Баку на будівлі, де жив Бюльбюль